# Селява (заказник)
Селя́ва (бел. Сяля́ва) — ландшафтный заказник республиканского значения в Белоруссии. Располагается на территории Крупского района Минской области и Чашникского района Витебской области.
Заказник образован в 1993 году для охраны уникального ландшафтно-озёрного комплекса с популяцией редких и исчезающих видов растений и животных, сложившегося на территории Белорусского Поозерья. Центральные объекты заказника — озёра Селява, Обида, Худовец, Кветино и Болютское. Площадь занимаемой территории составляет 19 261 га.
Флора заказника насчитывает 578 видов сосудистых растений и 27 видов водорослей. В их числе 11 видов занесённых в Красную книгу Республики Беларусь: арника горная, шпажник черепитчатый, дремлик тёмно-красный, купальница европейская, баранец обыкновенный и др.
В составе фауны насчитывается 40 видов млекопитающих, 142 — птиц, 10 — амфибий, 5 — рептилий. 20 видов животных занесены в Красную книгу: орешниковая соня, барсук, бурый медведь, скопа, змееяд, малый подорлик, малая поганка, большая и малая выпь, чеглок, дербник, обыкновенная пустельга и др.
На территории заказника организовано несколько зон отдыха.